# جون جوزيف غلين
جون جوزيف غلين (بالإنجليزية: John Joseph Glynn)‏ هو قسيس أمريكي، ولد في 6 أغسطس 1926 في بوسطن في الولايات المتحدة، وتوفي في 23 أغسطس 2004.